# Wyoming
Wyoming (engl. Aussprache [wai̯ˈoʊ̯mɪŋ] ⓘ) ist mit 576.851 Einwohnern (2020) der bevölkerungsärmste Bundesstaat der Vereinigten Staaten von Amerika und nach Alaska der Bundesstaat mit der geringsten Bevölkerungsdichte. Er liegt im Westen der Vereinigten Staaten und steigt von den Great Plains Ost-Wyomings zu den Rocky Mountains hin an.
Der Name stammt aus der Sprache der Algonkin-Indianer und bedeutet „Große Ebenen“. Er wurde der poetischen Erzählung Gertrude of Wyoming entnommen, die Thomas Campbell 1809 geschrieben hatte.
Der größte Ort ist die Hauptstadt Cheyenne. Der Spitzname ist Equality State nach dem Motto des Staates: „Equal Rights“ (deutsch: gleiche Rechte).

## Geographie, Flora und Fauna

### Allgemeines
Wyoming erstreckt sich auf einer Breite von 450 km zwischen 41° N bis 45° N und einer Länge von 580 km zwischen 104°3' W bis 111°3' W. Mit seinen 253.336 km² ist es flächenmäßig der zehntgrößte Bundesstaat der USA. Nach Colorado ist er mit 2044 m auch der durchschnittlich am zweithöchsten gelegene Staat des Landes. Er befindet sich im westlichen Zentrum des US-Staatsgebiets und zählt somit durch seine Lage (wie auch seine Kultur) zum legendären sogenannten (Wilden) Westen (daher auch der Kosename Cowboy State).
Wyoming grenzt im Norden an Montana, im Osten an South Dakota und Nebraska, im Süden an Colorado und im Westen an Utah und Idaho. Neben Colorado ist Wyoming einer von nur zwei US-Bundesstaaten, die ausschließlich von zwei Breiten- und zwei Längengraden begrenzt werden. Die Grenzziehung entspricht (auf einem entsprechenden Kartennetzentwurf, etwa der Mercator-Projektion) mit geringfügigen Abweichungen einem Rechteck.
Im Prinzip ist das Gebiet von Wyoming ein weites, gebrochenes Plateau, aus dem verschiedene Bergkämme der Rocky Mountains aufragen. Aus einer Querschnittsperspektive gesehen, befindet sich dieses Plateau in einer Schräglage, die von einem höher gelegenen Westen in einen tieferen Osten übergeht. Diese Neigung beschreibt auch den Übergang von den weiten östlichen Ebenen der Prärien über zentrale Beckenlandschaften zum westlich gelegenen Felsengebirge. Wyoming ist ein Staat, der die großen Kulturlandschaften der Great Plains und der Rocky Mountains verbindet – eine Position, die er nur mit drei weiteren Bundesstaaten teilt: Montana im Norden sowie Colorado und New Mexico im Süden.
Eine weitere geographische Bedeutsamkeit ist Wyomings Lage an der Great Continental Divide, der großen kontinentalen Wasserscheide des nordamerikanischen Kontinents, die die Bundesstaatsfläche in nordwestlich-südöstlicher Richtung durchzieht. Sie verläuft entlang der Absaroka Range und Wind River Ranges und setzt sich im Great Divide Basin, und später der Park Range (großteils in Colorado), fort. Alle Flüsse, die östlich dieser Linie entspringen, entwässern Richtung Osten und münden irgendwann alle in den Missouri River, der in den Mississippi River und schließlich in den Atlantischen Ozean (Golf von Mexiko) fließt. Jene Flüsse, die westlich der Wasserscheide ihren Lauf beginnen, enden im Pazifik (entweder im offenen Ozean, wenn sie dem Columbia River westwärts folgen, oder im Golf von Kalifornien, wenn sie nach Süden in den Green River und später den Colorado River entwässern). Lediglich der Bear River im äußersten Südwesten fließt im abflusslosen Great Basin.
Wyoming kann in drei große geographische Räume gegliedert werden, die alle grob ein Drittel des Staatsgebiets umfassen: die Great Plains, die Intermountain Basins (Gebirgsbecken) und die Rocky Mountains.

### Great Plains

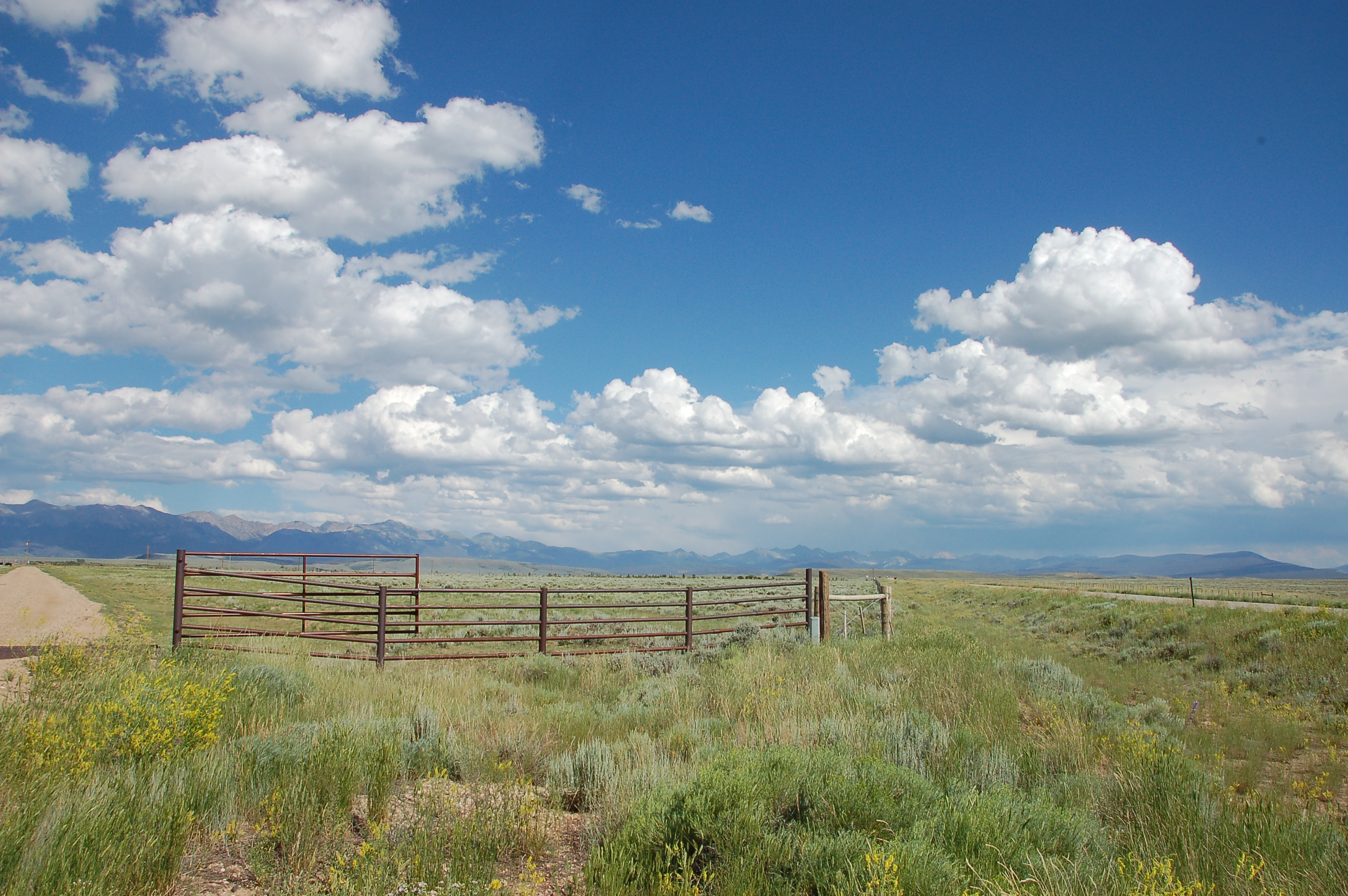
Thunder Basin National Grassland in der Nähe von Douglas

Der östliche Teil Wyomings wird von den Great Plains (großen Ebenen) eingenommen, weitläufigen Prärien, die sich vom Süden Kanadas durch das Zentrum der USA bis hinunter an die mexikanische Grenze ziehen und eine wesentliche, weltweit bekannte Kulturlandschaft bilden. Sie gaben dem Staat auch seinen Namen, der der Cheyenne-Sprache entnommen ist und große Ebenen bedeutet.
Die Prärien Wyomings sind einerseits durch gänzlich flache Landstriche gekennzeichnet, andererseits jedoch durch die vorherrschenden, sanft rollenden Hügel. Der Großteil dieser Gegend ist mit Kurzgras bewachsenen, weitgehend baumlosen Steppenlandschaften geprägt, die nur an den Flüssen z. T. von Pappeln und Gebüsch durchsetzt sind. Ackerbau (am ehesten Weizen) ist in diesen windigen, trockenen Weiten kaum möglich, stattdessen wird extensive Weidewirtschaft betrieben.
In der Prärie im Nordosten von Wyoming befindet sich am Belle Fourche River mit 945 m der tiefste Punkt des gesamten Bundesstaates. Dies schließt jedoch größere Erhebungen in derselben Region nicht aus: die Prärien Wyomings haben zu etwa einem Drittel Anteil an den Black Hills, den heiligen Bergen der Sioux und Cheyenne-Völker, die sie Pahá Sapá (Lakota) oder Mo’ōhta-vo’honáaeva (Cheyenne/Algonkin) nennen. Das teils dicht mit Ponderosa-Kiefern bedeckte Inselgebirge erreicht in Wyoming Höhen von knapp über 2000 m und beherbergt ein bekanntes Naturdenkmal: das Devils Tower National Monument, ein monumentaler vulkanischer Monolith, der 386 m über dem Belle Fourche River emporragt und eine Höhe von 1558 m erreicht. Den Sioux und Cheyenne und auch anderen First Nations ist dieser Berg heilig und trägt in Lakota den Namen Mato Tipila (Hütte des Bären).

### Rocky Mountains
Siehe auch: Liste von Bergen in Wyoming
Vornehmlich im Nordwesten des Bundesstaates und teilweise auch im Südosten erheben sich gewaltige Gebirgsketten, die allesamt Teil der Rocky Mountains sind. Das Felsengebirge splittert sich in Wyoming in verschiedene Bergkämme auf, die sich gewöhnlich in nord-südlicher oder nordwestlich-südöstlicher Richtung erstrecken. Die Bighorn und Laramie Mountains begrenzen hierbei die Prärien und markieren den Übergang in ausgedehnte Beckenlandschaften, die von den Gebirgszügen eingerahmt werden.
Die beeindruckendsten Auffaltungen der Rocky Mountains in Wyoming sind die Absaroka, Teton, Wind River und Wyoming Ranges, sowie die Big Horn Mountains im Nordwesten, denen die niedrigeren und weniger spektakulären Laramie- und Medicine Bow Mountains im Südosten gegenüberstehen. Besonders hoch und wild zerklüftet präsentiert sich die Wind River Range, in der neun Viertausender in den Himmel ragen. Hier befindet sich auch die höchste Erhebung Wyomings: der Gannett Peak, der je nach Messung 4202 m, 4207 m oder 4210 m erreicht.
Ein sehr geschätztes Fotomotiv und Sinnbild mächtiger, unberührter Natur ist die Teton Range mit ihrem 4196 m hohen Grand Teton, dem zweithöchsten Berg des Bundesstaates, am Rande des gleichnamigen Nationalparks südlich des Yellowstone-Nationalparks.

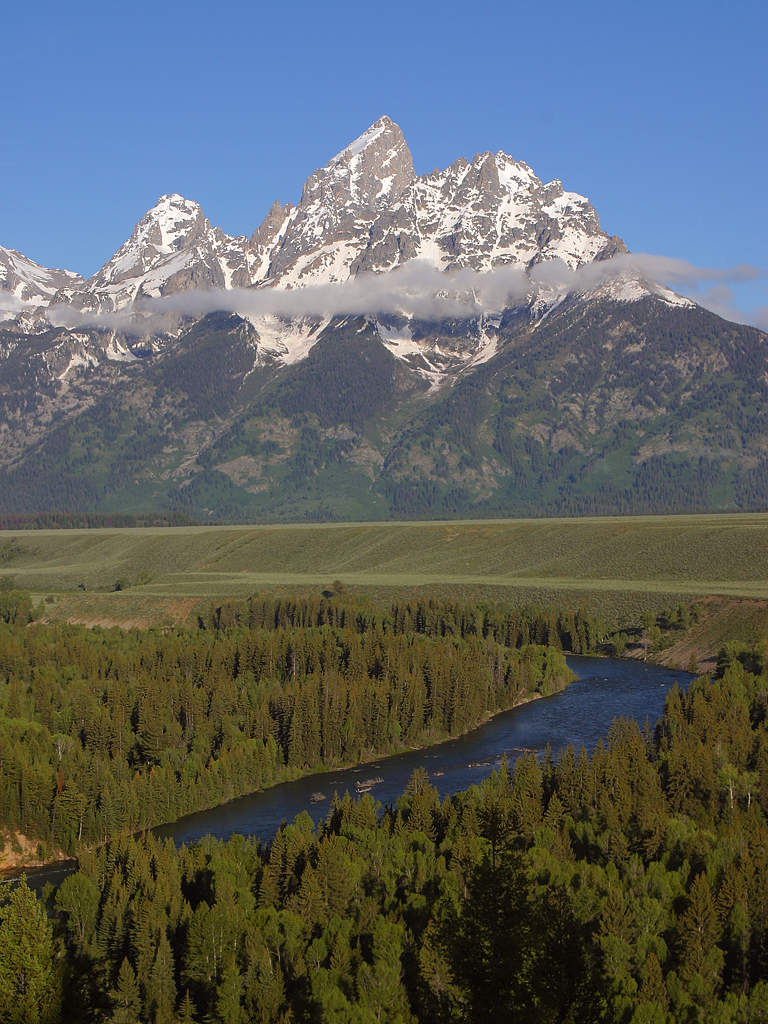
Grand Teton und Snake River

Aufgrund ihrer relativ ergiebigen Niederschläge sind die Bergketten der Rocky Mountains dicht bewaldet. Wegen der Höhe und der Rauheit des Klimas herrschen Nadelbäume vor, mit denen die Holzwirtschaft ein einträgliches Geschäft erzielt. Daneben liegen unter dem Fels wertvolle Rohstoffe wie Ölschiefer, Steinkohle, Eisenerz und Uran. Weiterhin ist der Berg-Tourismus (Wandern, Klettern, Canoeing und Rafting im Sommer, Skifahren in der Wintersaison) von Bedeutung.

### Intermountain Basins (Gebirgsbecken)
Den dritten großen geographischen Raum stellen ausgedehnte Becken dar, die vorwiegend im Zentrum und Südwesten liegen und von den Gebirgszügen eingefasst werden, z. B. die Bighorn, Great Divide, Green River und Wind River Basins. Diese Becken sind relativ hoch gelegen (1000–2000 m), aber eben und großteils mit Kurzgras oder niedrigem Buschwerk bedeckt. Bäume gibt es kaum. Da sie sich direkt im Windschatten der großen Bergketten befinden, sind diese Beckenlandschaften sehr niederschlagsarm und haben deshalb gelegentlich Halbwüstencharakter. Dennoch sind sie gemeinsam mit den Great Plains das Kerngebiet der Bevölkerung und der Landwirtschaft. Ohne Bewässerung ist Ackerbau (vor allem Weizen und Zuckerrüben) hier jedoch kaum möglich.
Eine Besonderheit stellt das Great Divide Basin dar, das eine zu- und abflusslose Halbwüste direkt an der kontinentalen Wasserscheide ist. Hier befindet sich die sogenannte Red Desert (rote Wüste), eine rund 24.000 km² umfassende Halbwüsten- und Wüstengegend, die für ihre Sanddünen bekannt ist, die zu den mächtigsten der USA gehören. Südwestlich davon schließen sich bizarre Schluchten an, wie etwa die farbenprächtige Flaming Gorge, die bereits an die weiter südwestlich liegenden Canyonlands in Utah und Arizona erinnern.

### Flüsse und Seen
Siehe auch: Liste der Flüsse in Wyoming und Liste der Wasserfälle im Yellowstone-Nationalpark
Als ziemlich trockener Flecken der USA besitzt Wyoming naturgemäß keine größeren Feuchtgebiete oder Seenlandschaften. Nur 0,7 % der Staatsfläche sind von Wasser bedeckt. Damit liegt Wyoming an zehntletzter Stelle unter den amerikanischen Bundesstaaten, gemeinsam mit anderen Staaten des Mittleren Westens und Südwestens (Arizona, Colorado, Kansas, Nebraska etc.).
Fast ein Viertel der gesamten Wasserfläche Wyomings wird vom Yellowstone Lake im gleichnamigen Nationalpark eingenommen, der sich über 352 km² innerhalb der Parkgrenzen erstreckt. Er liegt auf 2376 m Höhe, hat 177 km Uferlänge und misst bei einer mittleren Wassertiefe von 42 m an seiner tiefsten Stelle immerhin 118 m. Herausragend ist seine Stellung als größter Süßwassersee über 2000 m in ganz Nordamerika. Eine flüssige Oberfläche besitzt der Yellowstone Lake jedoch nur etwa die Hälfte des Jahres (und selten wärmer als 15 °C), da er in normalen Wintern von Anfang Dezember bis Ende Mai oder Anfang Juni zufriert. Die Eisschicht ist an vielen Stellen bis zu einem Meter dick, allerdings gibt es Bereiche, in denen flaches, ufernahes Wasser über warmen Quellen liegt, die Eisbildung an diesen Stellen verhindern.
Der zweitgrößte See liegt unweit südlich und gleichfalls über 2000 m Seehöhe. Es ist der 103 km² große Jackson Lake im Grand Teton National Park, der mit 134 m sogar tiefer als der Yellowstone Lake ist. Ursprünglich kleiner, wurde die Wasserfläche durch einen Staudamm erweitert. Auch der Jackson Lake ist das halbe Jahr zugefroren und misst selten über 15 °C, auch in heißen Sommern.
Abgesehen von diesen beiden großen Seen gibt es noch ein paar kleinere, die aber beinahe alle auf Flussaufstauungen zurückgehen, so beispielsweise die Stauseen Bighorn, Boysen, Buffalo Bill, Flaming Gorge, Fontenelle, Glendo, Keyhole, Pathfinder und Seminoe Reservoirs, die allesamt von tragender Bedeutung für die Landwirtschaft und die Wasserversorgung der Städte sind.
Die Flussläufe Wyomings haben ihren Ursprung an den Hängen der Gebirgsketten, die die kontinentale Wasserscheide darstellen. Der längste Fluss auf Wyomings Staatsgebiet ist der North Platte River im Südosten mit einer Länge von über 500 km. Er ist insofern auch von besonderem Rang, als an ihm drei der wasserreichsten Reservoirs liegen. Der Green River, mit fast 400 km drittlängster Fluss, wird zu zwei großen Stauseen aufgestaut, dem Fontenelle Reservoir und dem Flaming Gorge Reservoir, das sich bis ins benachbarte Utah zieht. Am Wind/Bighorn River, dem zweitlängsten in Wyoming (rund 500 km) befinden sich die Bighorn und Boysen Reservoirs, an denen der Ertrag der Landwirtschaft des Bighorn Basins hängt. Weitere Flussläufe von Bedeutung sind der Snake River, der Belle Fourche und der Powder River, der die Prärie im Nordosten durchzieht, die Flüsse Sweetwater und Laramie River im Südosten, die beide den North Platte speisen, die südwestlich gelegenen Blacks Fork, Hams Fork und Sandy Rivers (Big Sandy River, Little Sandy Creek), die in den Green River münden, sowie die kleineren Zubringerflüsse des Wind oder Bighorn River im Bighorn Basin: Greybull, Gooseberry Creek, Nowood und Shoshone.

### Fauna
Die hochgelegenen Plains in Wyoming sind die Heimat von Hasen, Präriehunden, Kojoten, Gabelböcken, Klapperschlangen, Habichten, Moorhühnern und Fasanen. Bisons wie auch Gabelböcke waren Ende des 19. Jahrhunderts in den Plains aufgrund übermäßigen Jagens beinahe ausgerottet, ihr Bestand konnte sich aber dank weitreichender Schutzmaßnahmen stabilisieren. Nachdem die Gabelböcke unter Schutz gestellt worden waren, vermehrten sie sich wieder von etwa 5000 Tieren im Jahre 1903 auf heute mehr als eine halbe Million. Damit leben in Wyoming mindestens so viele Gabelböcke wie Menschen. Wyoming hat darüber hinaus die höchste Gabelbock-Population in den USA und besitzt in der Red Desert mit 40.000–50.000 Exemplaren auch die größte zusammenhängende Herde dieser Tiere in den USA. Die Bisons, von denen zu Kolumbus’ Zeiten Schätzungen zufolge zwischen 30 und 70 Millionen in gewaltigen Herden den nordamerikanischen Kontinent durchzogen, waren Ende des 19. Jahrhunderts auf unter 1000 Exemplare dezimiert worden. Einerseits verloren die massigen Tiere große Teile ihres Habitats und wurden durch die zunehmende Besiedelung an ihren Migrationszügen gehindert, andererseits wurden sie in weit überzogenem Maße bejagt, vor allem nachdem offensichtlich geworden war, dass mit dem Bison auch viele Indianervölker untergehen würden. Eine der letzten kleinen Bisonherden erhielt mit dem Yellowstone-Nationalpark ein gesichertes Rückzugsgebiet. Ihr Bestand konnte sich dort stabilisieren und lag im Jahr 2007 bei 4700 Tieren. Dies ist die größte frei lebende Herde in den gesamten USA. Zudem gibt es in Wyoming, ebenso wie in etlichen anderen Bundesstaaten, blühende Bison-Ranches, in denen allein in Wyoming tausende Tiere gezüchtet werden. Die Nachfrage nach Bisonfleisch und -leder ist erheblich.
Im Gegensatz zu den Plains sind die Rocky Mountains in Wyoming teilweise bewaldet. In den niederen Bereichen der Rockies leben Pumas, Rotluchse und Maultierhirsche, in den höher gelegenen Bereichen Dickhornschafe und Schneeziegen. Des Weiteren finden sich in den Bergen Säugetiere wie Grauhörnchen, Streifenhörnchen, Waschbären, Baumstachler und Stinktiere, in der Yellowstone-Region auch Wapitis, Elche, Wölfe, Schwarz- und Grizzlybären. Bis in die frühen Jahre des 19. Jahrhunderts waren Biber in den Bergen Wyomings weit verbreitet. Sie wurden ihrer Pelze wegen beinahe ausgerottet. Heute sind sie geschützt, ihr Bestand erholt sich langsam.
Unter den Hirscharten sind Wapitis (dieser Name entstammt der Sprache der Blackfoot-Indianer und bedeutet weißes Hinterteil, im Englischen werden sie als elk (nicht zu verwechseln mit Elch (moose)) bezeichnet und Maultierhirsche (mule deer)) die bekanntesten Vertreter. In Wyoming gibt es ca. 106.000 Wapitis (Stand 2001) und die größte Wüsten-Wapiti-Herde (desert elk herd) der Welt in der Red Desert. Die Zahl der Maultierhirsche dürfte in die Hunderttausende gehen, wobei in der Red Desert alleine 40.000–50.000 Exemplare anzutreffen sind.
Die nach wie vor gefährdeten Grizzlybären findet man vorwiegend im Größeren Yellowstone-Ökosystem, wo mit 500 bis 600 Tieren die größte Population in den USA lebt (insgesamt rund 1400 in Montana, Idaho, Washington und Wyoming im Gegensatz zu 50.000–100.000 vor der Entdeckung Nordamerikas bzw. dessen Besiedelung durch Europäer).
Die Zahl der Dickhornschafe liegt bei rund 6000 (Stand 2004) und die der Schneeziegen bei 100 bis 200 Exemplaren. Die Schneeziegen, die vorwiegend in und um den Yellowstone-Nationalpark leben, stellen insofern ein Problem dar, als sie ursprünglich nicht in Wyoming heimisch waren. Laut der Yellowstone-Parkverwaltung haben sie sich hier aber gut eingelebt und bedrohen die Authentizität der Fauna in der Region.

### Countys

Gliederung der 23 Countys Wyomings

- Liste der Countys in Wyoming

## Klima

Klimaklassifikation nach Köppen und Geiger von Wyoming

Wyoming besitzt ein semi-arides, kontinentales Klima, das mit allerlei Extremen aufwarten kann. Es wird durch mehrere geographische Faktoren geprägt, die sich auf verschiedene Art und Weise in den klimatischen Bedingungen widerspiegeln.

### Überblick
Die Lage des Bundesstaates im Herzen des nordamerikanischen Kontinents, fernab jeglicher größerer Wasserflächen, die sich ausgleichend auf das Klima auswirken könnten, sorgt für ein streng kontinentales Klima, das sich durch heiße Sommer, kalte Winter und geringe Niederschläge auszeichnet. Die relativ hohe Lage weiter Teile des Landes (es gibt kaum Gegenden, die unter 1000 m Seehöhe liegen), gepaart mit südlicher Lage (grob zwischen dem 41. und 45. Breitengrad, was in Europa etwa der Höhe Mittelitaliens, Südfrankreichs und Nordspaniens entspricht) und trockener Luft, sorgt für starke Temperaturschwankungen zwischen Tag und Nacht. Zudem wirken sich die Rocky Mountains entscheidend aus: Sie stellen einerseits eine regelrechte Barriere dar, die feuchte und regenreiche Luftmassen vom Pazifik abschirmt und so für semi-aride Verhältnisse in ihrem Regenschatten sorgen. Andererseits ermöglicht ihre Auffaltung in nord-südlicher Richtung einen mehr oder weniger ungehinderten Austausch der Luftmassen parallel dazu. Das heißt, es kann das ganze Jahr über zu plötzlichen polaren Kaltlufteinbrüchen kommen. Drittens ermöglicht das Gebirge aber auch genau den gegenteiligen Effekt: warme Fallwinde – bekannt als Chinook (vergleichbar dem Alpenföhn) – können vor allem im Winter für ungewöhnlich milde Temperaturen sorgen. Schließlich bedingen die Lage nahe dem Jet-Stream sowie weite, hügelige Prärielandschaften und Hochebenen ziemlich windige Gegebenheiten.
Im Detail lassen sich zwei lokale Klimatypen erkennen: Einerseits weisen die ausgedehnten Prärien, Hochebenen und Becken im Zentrum, Osten und Südwesten Wyomings ein kontinentales Steppenklima auf – etwa das Powder River Basin, Bighorn Basin, Great Divide Basin und Green River Basin, die mit den größten Orten (Casper, Cheyenne, Gillette, Green River, Rawlins, Rock Springs und Sheridan) auch ein Gros der Bevölkerung vereinen. Andererseits herrscht in den Gebirgsketten und Hochtälern über 1900 m ein Gebirgsklima vor – das betrifft z. B. die Absaroka Range, die Bighorn Mountains, Laramie Mountains, Wind River Range und Wyoming Range, die sich in nord-südlicher Richtung durch den Bundesstaat ziehen und mehrere Gipfel über 4000 m besitzen; in diesen Klimabereich fällt auch der gesamte weltbekannte Yellowstone-Nationalpark, der durchgängig über 2000 m liegt, und das südlich anschließende Gebiet von Jackson Hole, das für seine Wintersportmöglichkeiten berühmt ist.

### Steppenklima
Das Steppenklima der Prärien zeichnet sich durch ausgesprochen kalte, aber sehr trockene Winter aus. Die Monate Dezember, Januar und Februar sind die trockensten des ganzen Jahres; die Temperaturen fallen nachts im Durchschnitt auf −13 bis −8 °C, während die Tageshöchstwerte trotz klirrenden Morgenfrosts meist um den Gefrierpunkt oder im zarten Plusbereich angesiedelt sind (typischerweise −1 bis +4 °C). Kältewellen, die ungehindert aus dem Norden einfallen können, sorgen gelegentlich für erhebliche Temperaturstürze und strengen Frost: Dann kann es nachts auf unter −30 °C abkühlen, und oft steigen auch tagsüber die Temperaturen nicht über −15 °C. Blizzards können auch plötzliche, starke Schneefälle einleiten, die das öffentliche Leben lahmlegen können. Wenn hingegen der warme Fallwind Chinook in den Becken und Ebenen durchgreift, kann es gut und gerne +15 °C geben (sogar in der Nacht); an Spitzentagen sind bis zu +20 °C möglich.
Im Frühling und Frühsommer steigt mit den Temperaturen auch die Feuchtigkeit. Es kann an bis zu zehn Tagen im Monat Niederschlag fallen (das ergibt zwischen 30 und 65 mm Niederschlag, was in weiten Teilen Mitteleuropas selbst in den trockensten Monaten selten erreicht wird!). Im Sommer fällt der Regen häufig in Form heftiger Gewitter, die sich über den aufgeheizten Prärien entladen und oft verheerenden Hagel, Sturm oder Blitzschlag bringen. Im Hochsommer wird es wieder trockener, und die Temperaturen steigen auf ein Durchschnittsmaximum von 27 bis 33 °C tagsüber. Nachts kühlt es in den meisten Gegenden allerdings durch Höhenlage, Trockenheit und Hochdruckzonen empfindlich ab (9–14 °C); außer im Juli und August kann es überall Morgenfrost geben. Andererseits sind Hitzewellen von über 35 °C nicht selten, vielerorts wurden bereits mehr als 40 °C gemessen; damit gehen häufig Trockenperioden einher, in denen jeglicher Niederschlag wochenlang ausbleiben kann. Im Herbst gibt es wieder einen geringfügigen Feuchtigkeitsanstieg, bevor mit dem Frost im Winter erneut sehr trockene Verhältnisse vorherrschen.
Manche Täler bekommen im Regenschatten der Rockies so wenig Niederschlag ab, dass sie als Halbwüsten bezeichnet werden können, so z. B. das Bighorn Basin, in dem im Jahr nur 130–200 mm Niederschlag fallen.

### Gebirgsklima
Im Gebirge ist es generell kühler und feuchter. In den Bergketten und Hochtälern, vor allem im gebirgigen und hochgelegenen Nordwesten des Bundesstaates (mit Yellowstone und Jackson Hole), herrscht von Anfang Dezember bis Ende Februar Dauerfrost (z. B. Jackson: Nacht −18 °C, Tag −4 °C; bis unter −40 °C möglich). Dort kommt es im Gegensatz zu den Ebenen in der Winterjahreshälfte zum Niederschlagsmaximum, das ergiebig und meist in Form von Schnee fällt. Davon profitieren schneesichere Skigebiete in Jackson Hole und Umgebung, die bis zu 8 m Schnee pro Jahr ausfassen. Dies liegt an einem häufigen Wolkenstau, bedingt durch die Westwinddrift, die vom Pazifik feuchte Luftmassen Richtung Rocky Mountains schaufelt, wo sie ihre nasse Fracht abladen.
Bis spät in den Mai hinein kämpfen Winter und Frühling in den Gebirgsregionen, jagen sich Regenschauer, Sonne und Schneestürme. Erst im Hochsommer setzt sich trockeneres und wärmeres Wetter durch.
Prinzipiell kann es in Lagen über 2000 m jedoch zu jeder Jahreszeit schneien, auch im Juli. Die Sommer fallen generell sehr unterschiedlich aus: manchmal werden die Bergtäler unablässig von heftigen Gewittern heimgesucht, Hagel, Sturm, Blitzschlag und Starkregen inklusive, dann wieder ist es sehr trocken und sonnig; in manchen Jahren zeigt sich der Sommer sehr kühl (im Ort Jackson gibt es Sommer, in denen nie über 25 °C gemessen wurden), in anderen beinahe heiß (in Jackson wurden beispielsweise bis zu 36 °C gemessen). Morgenfrost gibt es praktisch jeden Sommer.

### Wetterextreme
Die stark kontinentale Prägung des Klimas von Wyoming, gepaart mit lokalen Gegebenheiten, führt zu häufigen Wetterextremen. Im Winterhalbjahr sind dies vor allem Blizzards, die von Norden her einfallen und durch Eisregen und heftige Schneefälle das öffentliche Leben lahmlegen können. Außer im Hochsommer besteht immer Blizzardgefahr. Den Blizzards gegenüber stehen die Extreme des Sommers: Wochen flirrender Hitze und ohne jeglichen Niederschlag setzen der Landwirtschaft regelmäßig stark zu, ebenso wie die heftigen (Hagel-)Gewitter, die zahlreich niedergehen. Der Südosten des Bundesstaates liegt zudem im Einzugsbereich von Tornados, die zwar bedeutend weniger häufig und zerstörerisch auftreten als in den weiter südlich gelegenen Prärien, aber dennoch immer wieder übers Land fegen. Ein Wetterphänomen, das saisonunabhängig auftritt, sind beachtliche Temperaturstürze. Während die Tages- und Nachtschwankungen bereits erheblich sein können (bis zu 30 °C), lassen Luftmassenwechsel oder andere Windphänomene (Blizzards, Chinook) immer wieder die Temperaturen innerhalb weniger Stunden enorm steigen oder fallen. Temperaturschwankungen von bis zu 40 °C innerhalb von 24 Stunden wurden bereits beobachtet.
Die niedrigste je in Wyoming gemessene Temperatur beträgt −54,4 °C (= −66 °F). Dieser Rekord stammt aus gleich zwei Ortschaften, Riverside (2177 m) im Süden des Bundesstaates und Moran (2057 m) im Nordwesten nahe dem Yellowstone-Park, dem kältesten ständig bewohnten Ort Wyomings, und wurde am 9. Februar 1933 gemessen. Ähnlich niedrige Werte wurden seither nur im Yellowstone-Gebiet erreicht (−54 °C). Die höchste Temperatur wurde im Ort Basin im generell als heiß und trocken bekannten, halbwüstenhaften Bighorn Basin im nördlichen Zentrum registriert: sie betrug am 8. August 1983 46,7 °C (= 116 °F).

## Bevölkerung

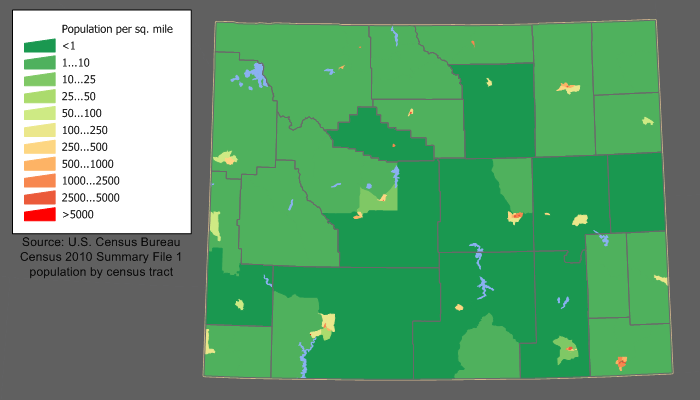
Bevölkerungsdichte

Wyoming ist seit 1985 der bevölkerungsärmste Bundesstaat der USA, zuvor war es Alaska. 2005 wurde die Bevölkerungszahl Wyomings auf 509.294 geschätzt. Damit hätte die Zahl innerhalb eines Jahres um 3.407 Personen zugenommen, was einem Bevölkerungswachstum von 0,7 Prozent entspricht. Seit der Volkszählung von 2000 stieg die Bevölkerung aufgrund einer höheren Geburts- als Sterberate um 12.165 und aufgrund einer höheren Zu- als Abwanderung um 4.035 Personen. 2004 lag der Ausländeranteil bei 11.000 Personen (2,2 Prozent).
Im Jahre 2000 waren 88,9 Prozent der Bevölkerung Weiße, 6,4 Prozent Hispanics, 2,3 Prozent Indianer, 0,8 Prozent Afroamerikaner, 0,6 Prozent Asiaten und 2,5 Prozent andere. 1,8 Prozent gehörten mehreren „Rassen“ an. Über ein Viertel der Bevölkerung (25,9 Prozent) hatte deutsche Vorfahren, 15,9 Prozent englische, 13,3 Prozent irische, 6,5 Prozent amerikanische und 4,3 Prozent norwegische.
Die Gegend war bereits vor den weißen Einwanderern sehr dünn besiedelt, was vor allem auf ungünstige geographische und klimatische Faktoren zurückzuführen ist. Die derzeit rund 12.000 Native Americans in Wyoming gehören vorwiegend den beiden Stämmen der Cheyenne und Arapaho an. Beinahe die gesamte Urbevölkerung lebt im einzigen Reservat des Bundesstaates im westlichen Zentrum, in der Wind River Indian Reservation, die mit 9148 km² als flächenmäßig siebtgrößte Reservation in den USA gereiht ist.

### Religionen
In Wyoming gaben 2014 bei einer Umfrage des Pew Research Centers 71 % der Einwohner an, Christen zu sein. Die Christen teilen sich auf in Protestanten (43 %, davon 27 % Evangelikale und 16 % Mainline-Protestanten), Katholiken (14 %), Kirche Jesu Christi der Heiligen der Letzten Tage / Mormonen (9 %), Zeugen Jehovas (3 %) und kleinere Kirchen. Nicht-christlichen Glaubensgemeinschaften gehören zusammen 3 % an, wobei nur der Buddhismus über 1 % liegt. 26 % gaben an, keinen Glauben zu haben, davon bezeichneten sich je 3 % als Atheisten und Agnostiker. 20 % ordneten sich gar keiner Definition zu.

### Bildung
Wyoming zählt insgesamt acht Colleges: Casper College, Central Wyoming College, Eastern Wyoming College, Laramie County Community College, Northwest College, Sheridan College, Western Wyoming Community College, Wyoming Technical Institute.
Die University of Wyoming in Laramie ist die einzige Universität des Bundesstaates.

### Größte Städte
| Ort          |              |  |        | Einwohner |
| Cheyenne     | Cheyenne     |  | 65.132 | 65.132    |
| Casper       | Casper       |  | 59.038 | 59.038    |
| Gillette     | Gillette     |  | 33.403 | 33.403    |
| Laramie      | Laramie      |  | 31.407 | 31.407    |
| Rock Springs | Rock Springs |  | 23.526 | 23.526    |
| Sheridan     | Sheridan     |  | 18.737 | 18.737    |
| Green River  | Green River  |  | 11.825 | 11.825    |
| Evanston     | Evanston     |  | 11.747 | 11.747    |
| Census 2020  |              |  |        |           |

Mit Cheyenne und Laramie gehören zwei der größten Städte zur Front Range oder Front Range Urban Corridor. Dieses Siedlungsband unterhalb der östlichsten Bergkette der Rocky Mountains hat seinen Schwerpunkt mit Denver und Colorado Springs im Bundesstaat Colorado, reicht aber im Norden bis Cheyenne.
Die Kleinstadt Cody liegt ungefähr 40 km östlich des Yellowstone-Nationalparks. Sie beherbergt ein Buffalo-Bill-Museum, das dem Andenken an William Frederick ‚Buffalo Bill‘ Cody (1846–1917) dient. Buffalo Bill war Ende des 19. Jahrhunderts Mitbegründer der Stadt Cody.

## Geschichte

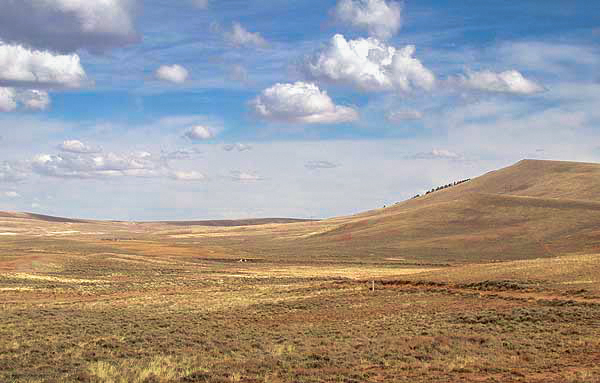
South Pass im Südwesten Wyomings

Bis zum Ende des 19. Jahrhunderts war Wyoming zu einem großen Teil von Indianern folgender Stämme bewohnt: Absarokee, Arapaho, Bannock, Cheyenne, Lakota, Pawnee, nördliche und östliche Shoshone sowie Ute. Als die Weißen von Osten weiter und weiter nach Westen vordrangen, gerieten die Indianerstämme Wyomings immer stärker unter Druck.
Seit Ende des 17. Jahrhunderts gehörte Wyoming mit Ausnahme des Südwestens zur französischen Kolonie Louisiana. 1762 ging das Territorium an Spanien, 1800 wiederum an Frankreich. Drei Jahre später erwarben die USA mit dem Louisiana Purchase das Gebiet der Louisiana-Kolonie für 15 Millionen US-Dollar. Der südwestliche Teil gehörte erst zu Utah.
Ende des 18. Jahrhunderts stießen im Norden möglicherweise französische Fallensteller als erste Weiße in das Gebiet von Wyoming vor, gesichert sind aber erst die Reisen von John Colter im Jahre 1807 in die Yellowstone-Gegend. Seinen Berichten von Geysiren und anderen heißen Quellen schenkte kaum jemand Glauben. 20 Jahre später erkundete Jim Bridger den Südpass über die Rockies. Diese Route wurde ab 1841 Teil des Oregon Trails, über den viele Pioniere nach Westen vorstießen. Entlang des Trails schossen in kurzer Zeit viele Forts aus dem Boden, in Wyoming zum Beispiel Fort Laramie (1834) und Fort Bridger (1843). 1850 entdeckte Bridger auch den Bridger-Pass, den ab 1868 die Union Pacific Railroad für ihre Eisenbahnstrecke verwendete. Nachdem Wyoming mit der Eisenbahn erschlossen worden war, wurden von der Bahngesellschaft die ersten Städte wie Cheyenne, Laramie, Rawlins, Rock Springs und Evanston ausgewiesen. Im 20. Jahrhundert wurde ein Highway über den Bridger-Pass gebaut, der Interstate 80.

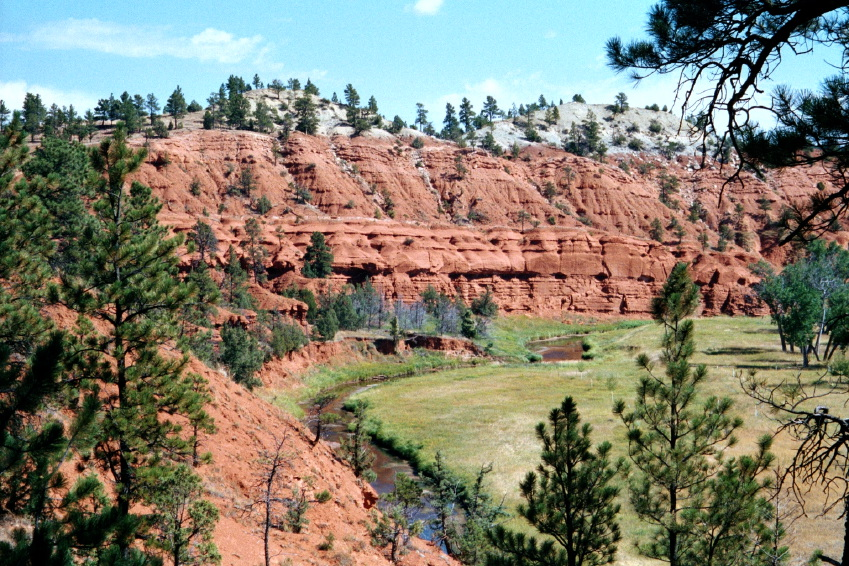
Belle Fourche River im Nordosten Wyomings

Nachdem die Union Pacific Railroad 1867 das Gebiet der heutigen Stadt Cheyenne erreicht hatte, stieg die Zahl der Weißen in Wyoming kontinuierlich an. Am 25. Juli 1868 gründeten diese das Wyoming Territory. Im Gegensatz zu den benachbarten Bundesstaaten Montana, South Dakota und Colorado gab es in Wyoming nie einen plötzlichen Bevölkerungszuwachs aufgrund von größeren Edelmetallfunden wie Gold und Silber. Einzig Kupfer wurde in verschiedenen Teilen Wyomings gefunden.
Das Wyoming-Territorium (aus dem der Bundesstaat später entstand) führte 1869 als erstes Gebiet der USA das Frauenwahlrecht ein. Wyoming hatte die erste Friedensrichterin und 1925 mit Nellie Tayloe Ross die erste Gouverneurin (Ministerpräsidentin) eines Bundesstaats der USA.
Im Jahre 1872 gründete die US-Regierung den ersten Nationalpark der Welt, den Yellowstone-Nationalpark, der zu 96 Prozent in Wyoming liegt.
Im 19. Jahrhundert führten viele Indianerstämme Wyomings einen verzweifelten Verteidigungskrieg gegen die einströmenden Weißen. Die verbündeten Lakota, Arapaho und Cheyenne siegten zwar in einigen Scharmützeln und Schlachten über Truppen der US-Armee – den bekanntesten Sieg trugen sie in der Schlacht am Little Bighorn (1876) davon – gegen Ende des 19. Jahrhunderts mussten sie aber vor der weißen Übermacht kapitulieren. Ein wesentlicher Faktor dabei war, dass die Weißen die Bisons systematisch abschossen und damit den Indianern die Lebensgrundlage entzogen. Einer, der sich bei der Bisonjagd besonders hervortat, war William Frederick Cody, besser bekannt als Buffalo Bill. Gegen Ende des 19. Jahrhunderts lebten alle Indianer Wyomings in Indianerreservaten, meist außerhalb Wyomings. In Wyoming wurde einzig das Wind-River-Reservat gegründet, das von den östlichen Shoshone und den nördlichen Arapaho bewohnt wird.
Am 10. Juli 1890 wurde der Bundesstaat als 44. den USA angeschlossen. Wyoming bestand dabei jedoch darauf, dass das dort seit 1869 bestehende, uneingeschränkte Frauenwahlrecht bestehen bleibt. Der US-Kongress wollte dies nämlich im Zuge der Aufnahme Wyomings als 44. Bundesstaat der USA dort wieder abschaffen. Im Jahre 1892 kam es nach Landstreitigkeiten zwischen Weißen zum Johnson County War.
Neben der Landwirtschaft entwickelte sich der Bergbau zum wichtigsten Wirtschaftszweig. Im Jahr 1924 führten Unregelmäßigkeiten bei der Zuteilung von Ölreserven in der Nähe von Casper zum Teapot-Dome-Skandal, dem größten politischen Bestechungsskandal der USA der frühen 1920er Jahre.

## Politik

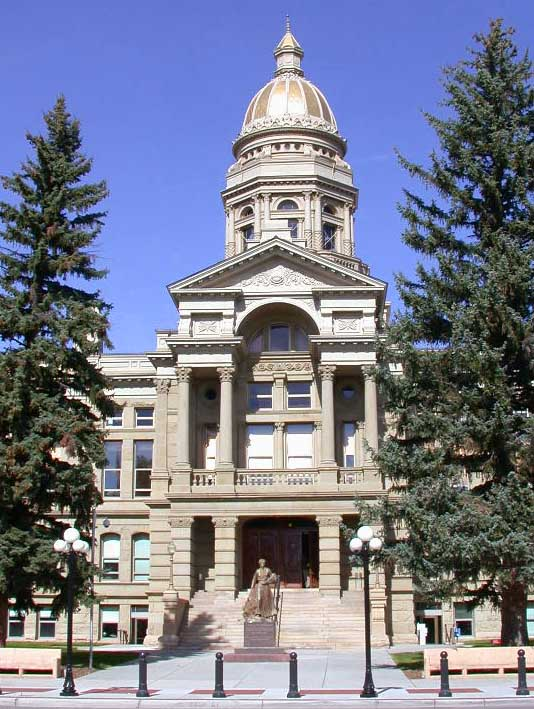
Capitol State Building in Cheyenne

Die erste Verfassung Wyomings aus dem Jahre 1890 ist noch immer in Kraft. An der Spitze der Exekutive steht der Gouverneur, der für vier Jahre direkt gewählt wird. Die Legislative Wyomings (Wyoming Legislature) besteht aus einem Senat mit 31 und einem Repräsentantenhaus mit 62 Mitgliedern. Der Bundesstaat schickt entsprechend seiner Einwohnerzahl einen Abgeordneten in das Repräsentantenhaus und wie alle Staaten zwei Senatoren in den Senat. Bei Präsidentschaftswahlen stellt er drei Wahlmänner.
| Jahr | Republikaner    | Demokraten     |
| ---- | --------------- | -------------- |
| 2024 | 71,60 % 192.633 | 25,84 % 69.527 |
| 2020 | 69,94 % 193.559 | 26,55 % 73.491 |
| 2016 | 68,17 % 174.419 | 21,88 % 55.973 |
| 2012 | 68,64 % 170.962 | 27,82 % 69.286 |
| 2008 | 64,78 % 164.958 | 32,54 % 82.868 |
| 2004 | 68,86 % 167.629 | 29,07 % 70.776 |
| 2000 | 67,76 % 147.947 | 27,70 % 60.481 |

Wyoming gilt als einer der konservativsten und auf nationaler Ebene gesehen einer der am zuverlässigsten republikanisch wählenden Staaten der USA. Seit 1964 hat Wyoming nicht mehr für einen demokratischen Präsidentschaftskandidaten gestimmt. In der Präsidentschaftswahl 2004 hat George W. Bush mit 69 % der Stimmen den drittgrößten Wahlerfolg verbuchen können. Trump erzielte mit 69,9 % 16 Jahre später auf Staatenebene in Wyoming sein bestes Ergebnis. Bushs Vizepräsident Dick Cheney wuchs in Casper, Wyoming, auf und vertrat den Staat von 1979 bis 1989 im Kongress.
Allerdings wurde seit 1975 das Gouverneursamt überwiegend von Demokraten besetzt. Der langjährige Gouverneur Dave Freudenthal wurde 2002 und 2006 gewählt und hatte eine der höchsten Zustimmungsraten des ganzen Landes. Als er nach zwei Amtszeiten nicht erneut kandidieren durfte, wurde er im Januar 2011 durch den Republikaner Matt Mead abgelöst, der 2014 wiedergewählt wurde. Mead wurde 2019 von Mark Gordon abgelöst, der ebenfalls Republikaner ist.
Im Kongress wird Wyoming durch die Senatoren Cynthia Lummis und John Barrasso sowie die Abgeordnete Harriet Hageman vertreten; alle gehören den Republikanern an.

### Kongress
- Liste der Mitglieder des US-Repräsentantenhauses aus Wyoming
- Liste der US-Senatoren aus Wyoming

### Gouverneure
- Liste der Gouverneure von Wyoming

## Kultur und Sehenswürdigkeiten

### Nationalparks
| \| \| |
|       |

|  |

| \| \| |
|       |

|  |

### Naturdenkmäler
| \| \| |
|       |

|  |

| \| \| |
|       |

|  |

### State Parks
- State Parks in Wyoming

### Sport
Aufgrund seiner geringen Bevölkerungszahl fehlt es in Wyoming an großen Profi-Sportmannschaften. Einige der beliebtesten Sportmannschaften im US-Bundesstaat sind die 17 Universitätssportteams der University of Wyoming in der National Collegiate Athletic Association. Die Mannschaften der Universität sind die Cowboys bzw. Cowgirls und sind Mitglied der Mountain West Conference (in den Sportarten Basketball, Cross Country, American Football, Golf, Fußball, Softball, Leichtathletik, Tennis und Volleyball), Western Athletic Conference (in Schwimmsport) sowie der Big 12 Conference (Ringen). Ihre Sportstätten befinden sich in Laramie auf etwa 2200 m über dem Meeresspiegel.
Zudem ist in Wyoming auch Rodeo sehr beliebt, in Casper finden seit 2001 die College National Finals Rodeo statt.

### Staatssymbole
Folgende Symbole gelten als bundesstaatliche Wahrzeichen von Wyoming:
|                                     | Name                                                | Bild                                  | Als Wahrzeichen aufgenommen |
| ----------------------------------- | --------------------------------------------------- | ------------------------------------- | --------------------------- |
| Baum                                | Amerikanische Schwarz-Pappel (Populus sargentii)    | Amerikanische Schwarz-Pappel          | 1. Februar 1947             |
| Blume                               | Indian paintbrush (Castilleja linariifolia)         | Castilleja linariaefolia              | 31. Januar 1917             |
| Dinosaurier                         | Triceratops                                         | Triceratops                           | 18. März 1994               |
| Fisch                               | Cutthroat-Forelle (Oncorhynchus clarki)             | Cutthroat-Forelle                     | 18. Februar 1987            |
| Fossil                              | Knightia                                            | Knightia                              | 18. Februar 1987            |
| Gras                                | Western wheatgrass (Pascopyrum smithii)             | Western wheatgrass                    | 2007                        |
| Insekt                              | Sheridan’s Green Hairstreak (Callophrys sheridanii) | Sheridan’s green hairstreak butterfly | 1. Juli 2009                |
| Mineralien, Gesteine und Edelsteine | Nephrit bzw. Jade                                   | Nephrit                               | 25. Januar 1967             |
| Dollar-Münze                        | Sacagawea-Dollar                                    |                                       | 2. März 2004                |
| Reptil                              | Große Kurzhorn-Krötenechse (Phrynosoma hernandesi)  | Große Kurzhorn-Krötenechse            | 18. Februar 1993            |
| Säugetier                           | Amerikanischer Bison (Bison bison)                  | Amerikanischer Bison                  | 23. Februar 1985            |
| Sportart                            | Rodeo                                               | Rodeo in der Disziplin „Bull Riding“  | 2003                        |
| Vogel                               | Westlicher Lerchenstärling (Sturnella neglecta)     | Westlicher Lerchenstärling            | 5. Februar 1927             |

## Wirtschaft und Infrastruktur
Das reale Bruttoinlandsprodukt pro Kopf (engl. per capita real GDP) lag im Jahre 2016 bei USD 64.659 (nationaler Durchschnitt der 50 US-Bundesstaaten: USD 57.118; nationaler Rangplatz: 9). Die Arbeitslosenrate lag im November 2017 bei 4,5 % (Landesdurchschnitt: 4,1 %).
Historisch gesehen waren Rinder- und Schafzucht die wichtigsten Erwerbszweige in Wyoming und sind immer noch ein wichtiger Bestandteil der Kultur und Lebensart. Wichtigster Wirtschaftszweig ist aber heute der Bergbau (vor allem Kohle, Salze, Uran, Eisenerz, Trona) sowie die Gewinnung von fossilen Rohstoffen wie Erdöl und Erdgas sowie in den vergangenen Jahren auch vermehrt Methangas. Seit den 1980er Jahren ist Wyoming der führende Produzent von Kohle in den USA. Dank künstlicher Bewässerung werden etwas Weizen, Bohnen und Zuckerrüben angebaut. Der Tourismus spielt vor allem in den Rocky Mountains, den beiden Nationalparks und den National Monuments eine bedeutende Rolle.

### Staatsfonds
Wyoming verfügt über einen Staatsfonds - den Permanent Wyoming Mineral Trust Fund. Finanziert durch Abgaben auf natürliche Ressourcen des Bundesstaates investiert der PWMTF in Aktien und Anleihen. Nur die Erträge des Fonds – nicht das Kapital – können ausgegeben werden.

### Infrastruktur
Der größte Flughafen in Wyoming ist der Jackson Hole Airport. Drei Interstate Highways (25, 80 und 90) sowie die Zubringerstrecke Interstate 180 und dreizehn United States Highways führen durch Wyoming.

## Militär
Bei Cheyenne befindet sich die Francis E. Warren Air Force Base mit dem Hauptquartier der Twentieth Air Force. Die Francis E. Warren Air Force Base ist außerdem Basis von drei Staffeln Minuteman III des 90th Missile Wing der US Air Force. Ihr unterstehen 150 in ständiger Einsatzbereitschaft gehaltene nukleare Interkontinentalraketen des Typs Minuteman III, deren Stationierungsraum sich über den Südosten von Wyoming, den Westen von Nebraska und den Norden von Colorado erstreckt.